# Piotr Đinh Văn Thuần
Piotr Đinh Văn Thuần (wiet. Phêrô Đinh Văn Thuần) (ur. ok. 1802 r. w Đông Phú, prowincja Thái Bình w Wietnamie – zm. 6 czerwca 1862 r. w Nam Định w Wietnamie) – święty Kościoła katolickiego, męczennik.
Urodził się w Đông Phú, prowincja Thái Bình. Był rybakiem i ojcem rodziny. W czasie prześladowań został uwięziony. W więzieniu spędził 9 miesięcy. Wielokrotnie go torturowano, żeby zmusić do wyrzeczenia wiary. Został stracony razem ze swoim kuzynem Piotrem Đinh Văn Dũng 6 czerwca 1862 r.
Dzień wspomnienia: 24 listopada w grupie 117 męczenników wietnamskich.
Beatyfikowany 29 kwietnia 1951 r. przez Piusa XII. Kanonizowany przez Jana Pawła II 19 czerwca 1988 r. w grupie 117 męczenników wietnamskich.